# Barwa

Synteza addytywna

Synteza subtraktywna

Barwa (także kolor) – wrażenie psychiczne wywoływane w mózgu zwierząt, gdy oko odbiera promieniowanie elektromagnetyczne z zakresu światła widzialnego. Główny wpływ na to wrażenie ma skład widmowy promieniowania świetlnego, w drugiej kolejności ilość energii świetlnej, jednak niebagatelny udział w odbiorze danej barwy ma również obecność innych barw w polu widzenia obserwatora, oraz jego cechy osobnicze, jak zdrowie, samopoczucie, nastrój, a nawet doświadczenie i wiedza w posługiwaniu się zmysłem wzroku.
W szerszym znaczeniu barwa jest całościowym pojęciem dotyczącym odbioru opisywanych wrażeń, w węższym zaś jest jakościowym określeniem odbieranego światła zwanym walorem barwy (czyli porównaniem do najbliższej wrażeniowo barwy prostej), a wtórują temu pojęcia jasności barwy (czyli udziału ilości światła pochodzącego z danej barwy w stosunku do ogółu bieżących warunków oświetleniowych), oraz nasycenia barwy (czyli udziału achromatyczności w danej barwie).

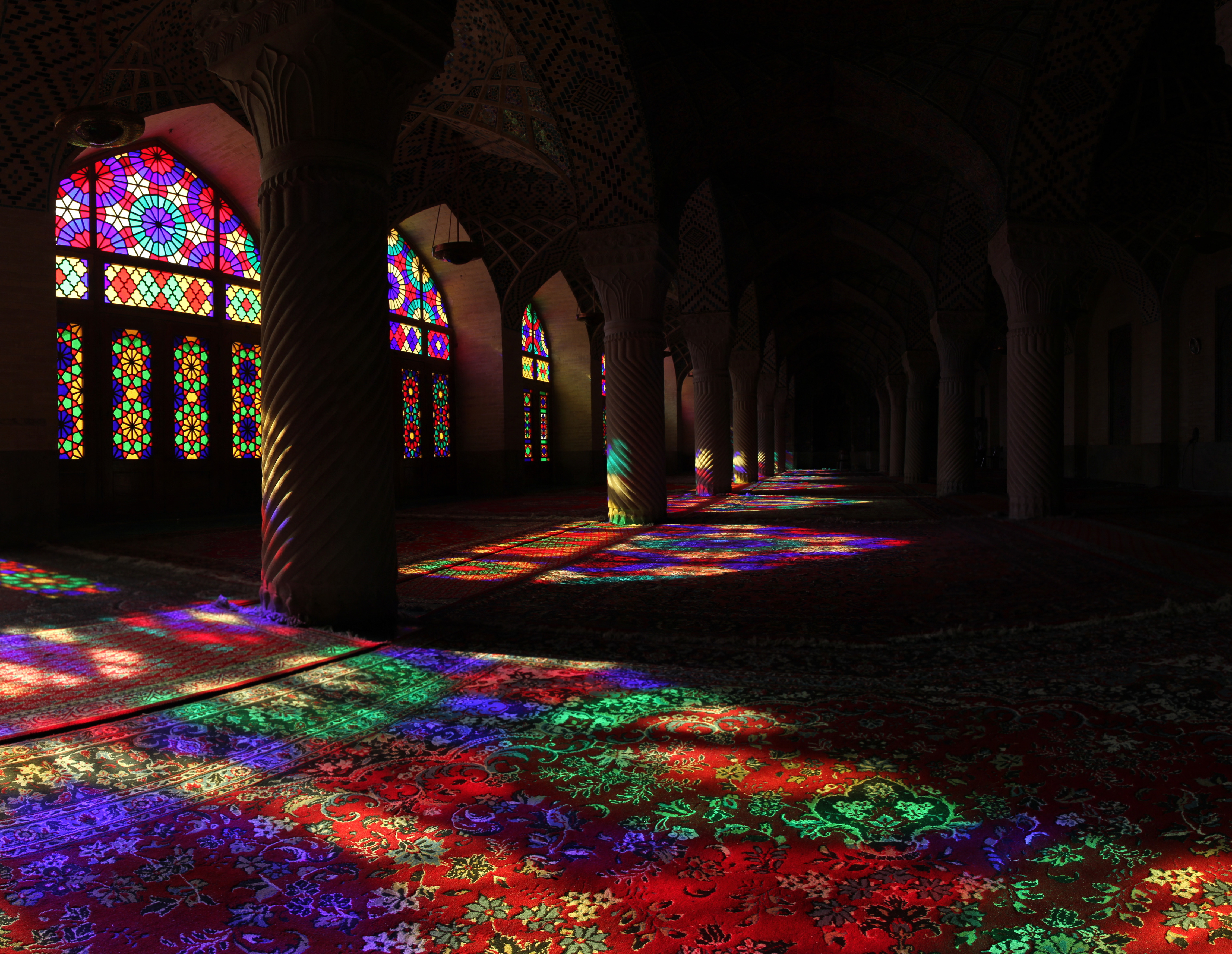
Efekt kolorystyczny - światło słoneczne wpadające przez witraż na dywan (Różowy Meczet w Sziraz, Iran)

Nauką badającą wywoływanie wrażeń barwnych oraz sposób ich odbioru jest teoria koloru. Jest ona połączeniem wybranych zagadnień z zakresu fizyki, biologii oraz psychologii.

## Nazewnictwo

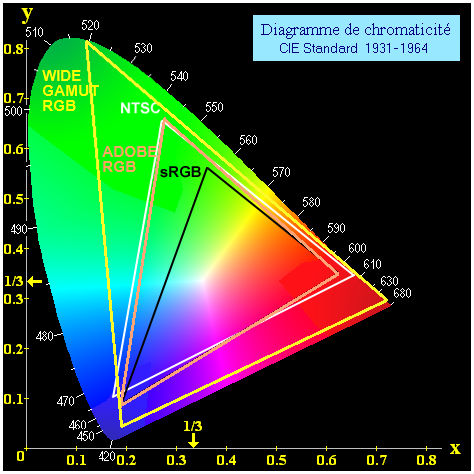
Zakres barw w popularnych systemach reprezentowania barw.

Konkretne barwy określa się za pomocą przymiotników oraz rzeczowników biorących często źródło w słowie określającym popularny obiekt o danej barwie (zobacz: lista kolorów w języku polskim). Przykładowo w języku polskim nazwa koloru różowego wzięła swoją nazwę od kwiatu róży, fioletowego od fiołka, a koloru czerwonego od nazwy czerw określającej larwę owada zwanego czerwcem polskim, z którego od średniowiecza uzyskiwano koszenilę służącą do barwienia tkanin na kolor czerwony. Z kolei nazwę koloru niebieskiego utworzono dodając formant przymiotnikowy -ski określający przynależność do czegoś. W XIV wieku „niebieski” oznaczało „przynależny do nieba”, a dopiero później wyraz ten stał się osobnym określeniem barwy niebieskiej, charakterystycznej dla koloru nieba.
W poszczególnych językach jest od dwóch do dwunastu podstawowych nazw kolorów (czyli nazwy kolorów, które nie zawierają się w żadnej szerszej nazwie koloru). Jeśli w danym języku jest jedenaście podstawowych nazw kolorów, oznaczają one: biały, czarny, czerwony, zielony, żółty, niebieski, brązowy, pomarańczowy, różowy, fioletowy i szary, tak jak na przykład w językach angielskim, arabskim, bułgarskim, hebrajskim, hiszpańskim, japońskim, koreańskim, niemieckim i zuni.

## Podział
Barwy można podzielić na:
- proste i złożone (oraz czyste i podstawowe)
- achromatyczne, monochromatyczne i chromatyczne
- podstawowe (pierwszorzędowe) i wtórne (pochodne, wynikowe) (drugo-, trzecio-, czwartorzędowe itd.)

## Fizjologia widzenia barw
Barwa jest postrzegana dzięki komórkom światłoczułym w siatkówce oka, zwanym pręcikami i czopkami. Ściślej: pręciki są wrażliwe na stopień jasności (widzenie skotopowe), czopki także na barwę (widzenie fotopowe). Są trzy rodzaje czopków, a każdy z nich jest najbardziej wrażliwy na jeden z trzech zakresów barw – niebieskiej, zielonej lub czerwonej (przy czym zakresy te zachodzą na siebie), co łącznie umożliwia widzenie wszystkich barw. Oko ma swą ograniczoną rozdzielczość barw, tzn. czasem nie jest w stanie dostrzec różnicy występującej między dwoma barwami o różnym widmie traktując je jako takie same. Wrażliwość na barwę ma swoje uwarunkowania osobnicze, ale także jest wynikiem częstego obcowania z barwą (np. malarz, drukarz itd.).
Oko ludzkie wykazuje różny stopień wrażliwości na określoną barwę, co jest uwarunkowane liczbą czopków wrażliwych na określoną długość fal świetlnych. Za widzenie barwy niebieskiej odpowiada ok. 4% czopków, za zieloną – 32%, za czerwoną – 64%. Różnice barwy niebieskiej i ciemnoczerwonej są słabiej dostrzegane niż różnice w innych barwach. Jeśli dwie barwy zapiszemy w przestrzeni barwnej CIELab można podać liczbę ΔE będącą odległością między tymi barwami w trójwymiarowej przestrzeni CIELAB. Przyjmuje się, że jeśli ΔE jest poniżej 1, wówczas różnica między barwami jest niedostrzegalna. Przy ΔE pomiędzy 1 a 2 różnice spostrzega tylko doświadczony obserwator.
Nie wszystkie szczegóły postrzegania barw są zrozumiałe, ze względu na złożone przetwarzanie informacji o barwach w mózgu.

## Historia badań
Historia rozważań o istocie barw i ich oddziaływaniu na człowieka (aspekty filozoficzne, metafizyczne, estetyczne, psychologiczne, przyrodnicze) jest znacznie dłuższa od historii badań właściwości promieniowania elektromagnetycznego. W starożytności i średniowieczu rozważania te, w tym tworzenie systemów barw (sposobów klasyfikacji opartych m.in. na pojęciach „jasności” i „ciemności” barw), podejmowali głównie filozofowie i malarze (m.in. Pitagoras, Arystoteles, Platon, Robert Grosseteste, Leone Battista Alberti, Leonardo da Vinci); nie były one oparte na podstawach przyrodniczych. Demokryt twierdził, że obserwowane obiekty wysyłają do oka „atomy”, wywołujące obraz; według Euklidesa to właśnie oko miało być źródłem „promieni wzrokowych”, które „dotykały” obserwowanych przedmiotów.
Pierwszym uczonym, który stworzył system oparty na tylko trzech barwach – czerwonej, niebieskiej i żółtej – był prawdopodobnie belgijski uczony i jezuita François d'Aguilon (1567–1617).
Przełomem w poznawaniu natury barwy było odkrycie Isaaca Newtona (1643–1727), dokonane w czasie jego badań rozszczepiania światła białego w pryzmacie i proces odwrotny (zastosowanie drugiego pryzmatu).
Newton pierwszy stwierdził, że uzyskiwane barwy nie są cechą pryzmatów, lecz światła, które można rozdzielać i ponownie łączyć, uzyskując światło białe. Zaproponował koło barw, którego wycinki odpowiadają udziałom siedmiu kolorów w widmie (czerwona, pomarańczowa, zielona, niebieska, indygo, fioletowa) i wskazał punkt odpowiadający światłu białemu. Wyniki swojej pracy przedstawił w Royal Society w roku 1672 jako a new theory of light and colours. W kolejnych dziesięcioleciach koncepcja spotykała się ze sprzeciwami; protestował m.in. Johann Wolfgang von Goethe (1749–1832), zajmujący się problemami barw od roku 1791, którego praca Theory of Colours ukazała się w roku 1810. Goethe wyśmiewał możliwość uzyskiwania bieli z barw chromatycznych, myśląc wyłącznie o syntezie subtraktywnej, czyli efektach odbicia światła od powierzchni pokrytych mieszaninami barwników, pochłaniających fale o różnej długości (sumowanie efektów absorpcji powoduje wzrost udziału czerni – nasycenia szarością). Różnica między syntezą subtraktywną i addytywną (mieszaniem wiązek światła o różnych widmach, powodującym zwiększanie udziału bieli) stała się wkrótce oczywista, m.in. dzięki pracom niemieckiego matematyka i astronoma, Tobiasa Mayera, autora pracy De Affi nitate Colorum Commentatio (1758) i Georga Palmera, autora książki Theory of Colours and Vision (1777).
Zrozumienie powstawania wrażeń barw nie byłoby możliwe bez rozwoju medycyny. Istotny wkład wnieśli m.in.:
- Thomas Young (1773–1829) – angielski fizyk i fizjolog, twórca „teorii trójchromatycznej”; za jej prekursora jest uznawany rosyjski fizykochemik Michaił Łomonosow (1711–1765), autor traktatu pt. Słowo o pochodzeniu światła, nową teorię o barwach przedstawiające, 1 lipca 1756 r. rzeczone,
- Hermann von Helmholtz (1821–1894) – niemiecki fizjolog, fizyk i filozof, który poprawił i uzupełnił teorię Younga, tworząc teorię Younga-Helmholtza[19],
- Ewald Hering (1834–1918) – niemiecki fizjolog, który twierdził, że każda percepcja wzrokowa jest efektem pobudzeń trzech podstawowych substancji fotochemicznych, przy czym każda z nich uczestniczy w powstawaniu wrażenia dwóch barw, zależnie od kierunku przemiany zachodzącej z udziałem światła (rozpad i resynteza, asymilacja i desymilacja)[20].

Trójchromatyczną teorię Younga–Helmholtza potwierdził James Clerk Maxwell (zob. trójkąt Maxwella), autor m.in. Experiments on Colours (1855) i On the Theory of compound Colours (1860). Badania mieszania promieniowania różnych barw widmowych prowadził również Hermann Grassmann (1809–1877) – nauczyciel matematyki i fizyki z gimnazjum w Szczecinie (polihistor). Uzyskał wyniki pozwalające sformułować prawa addytywnego mieszania, które przedstawił w pracy wydanej w roku 1853 pt. Zur Theorie der Farbmischung (o teorii mieszania barw). Prawa Grassmanna są podstawą współczesnej kolorymetrii.
Wiedza o barwach, zgromadzona od odkrycia Newtona, stała się podstawą systemów ich klasyfikacji, traktujących barwy o różnej charakterystyce jako mieszaniny innych barw. Stworzyli je m.in. malarze Philipp Otto Runge (1777–1810) i Albert Henry Munsell (1858–1918) oraz fizykochemik i filozof przyrody – Wilhelm Ostwald (1853–1932, system barw Ostwalda).

## Barwa w poligrafii
W potocznym języku polskim określenie barwa i kolor to synonimy. W piśmiennictwie specjalistycznym oraz wydawnictwach leksykalnych częściej stosowany jest termin barwa (funkcjonujący w językach słowiańskich od XV w., a będący razem ze słowem farba zapożyczeniem niemieckiego Farbe), niż kolor (będący znacznie późniejszym zapożyczeniem łacińskim). W literaturze poligraficznej zaznacza się tendencja do stosowania pojęcia barwa (jako pojęcia poprawnego) zamiast kolor, traktując barwę nie tylko jako wrażenie psychologiczne, ale też jako wielkość mierzalną o określonych danych liczbowych w przestrzeniach barwnych. Dzięki temu barwa określa rzeczywistość obiektywną w odróżnieniu od jej zindywidualizowanej, subiektywnej percepcji, a w konsekwencji możliwa jest obiektywna kontrola barwy, tworzenie norm jakościowych druku wielobarwnego, zawieranie umów handlowych z uwzględnieniem warunków co do druku barwy. Pojęcie kolor odnoszone jest do farb: farbą danego koloru można otrzymać wydruk o różnej barwie (choćby drukowanie różną grubością farby). W poligrafii właściwe zarządzanie barwą (ang. Color Management) jest możliwe jedynie wówczas, gdy warunki oświetleniowe są znormalizowane od monitora komputera poprzez wydruk próbny do druku z maszyny drukarskiej. Warunki te określiła w 2000 r. norma ISO 3664:
- jakość światła – światło powinno być takie, że jego współrzędne barwy wynoszą x=0,3478, y=0,3595, temperatura barwowa 5000 K,
- rodzaj otoczenia – światło otoczenia powinno być przytłumione, aby zasadniczo nie miało wpływu na oświetlenie druku,
- ściany i otoczenie powinno mieć barwę matowej szarości,
- zapobieganie błyszczeniu – zbyt wysoki połysk arkusza prowadzi do złej oceny barwy.